# MDA
3,4-метилендиоксиамфетамин (МДА) е ентактоген, стимулант и халюциноген от семейството на амфетамин. Нелегален е в повечето страни. Често се среща като примес за нелегално купен MDMA.
MDA създава по-силни халюциногенни и стимулиращи ефекти от MDMA.

## История
MDA бива синтезиран за първи път през 1910 година. За първи път бива консумиран през юли 1930 година. От 1949 до 1957 година на повече от 500 хора е даден MDA да го консумират за проучване, свързано с използването му като антидепресант и/или като лекарство за отслабване. Армията на САЩ също експериментира с веществото, като ползва кодово име за него EA-1298, докато се опитва да създаде дрога, която да накара някого да казва само истината или като агент за обездвижване.